# Der Ranger – Paradies Heimat: Vaterliebe
Vaterliebe ist ein deutscher Fernsehfilm von Axel Barth aus dem Jahr 2018. Es handelt sich um den zweiten Film der ARD-Reihe Der Ranger – Paradies Heimat. Die deutsche Erstausstrahlung erfolgte am 30. November 2018 auf dem ARD-Sendeplatz „Endlich Freitag im Ersten“.

## Handlung
Nachdem die Pachturkunde wiedergefunden wurde, ist die Existenz von Familie Waldek wieder gesichert und der Streit mit Nollau beigelegt. Dennoch, Jonas traut ihm nicht über den Weg. Insbesondere als dieser ihm seine Pläne offenbart, nun komplett auf Tourismus zu setzen und deshalb seinen alten Bergstollen um einen Kletterpark zu erweitern. Aber der Ranger hat andere Probleme – seit einiger Zeit steigt im Nationalpark die Zahl von scheinbar mutwilligen Zerstörungen. Beschädigte Wegweiser sind dabei noch das geringste Problem, denn die Täter schrecken nicht einmal davor zurück, beispielsweise auch Halteseile an Wanderwegen und Kletterpfaden zu lockern. Jonas vermutet, dass mit diesen Aktionen die Wanderer und Kletterer abgeschreckt werden sollen, um so den Tourismus nachhaltig zu schädigen. Jonas und seine Kollegen sind zwar alarmiert und wachsam, dennoch kommt es zu einem Kletterunfall – und dies ausgerechnet bei der Vorbesichtigung von Nollaus Felsen für den geplanten Kletterpark. Drei jugendliche Aktivisten können verfolgt werden, aber Waldeks Kollege erkennt seine Tochter wieder und lässt sie laufen. Als nächste Aktion bringen die drei Täter ein Transparent in Nollaus Bergbaumuseum an, dabei rastet der Jugendliche Morten aus, zerstört Schaukästen und stößt Waldeks Neffe Lukas von der Treppe, jener muss danach sofort ins Krankenhaus. Morten ist nach wie vor überzeugt von seinen Aktionen. Nollaus Schau-Bergwerk versucht er mit einem Bagger zu demolieren, dabei wird der komplette Eingang verschüttet und Morten flieht. Nollau und Waldek, die beiden Verschütteten des Bergwerks, können schließlich gerettet werden. Wenig später wird Morten von der Polizei abgeführt.

## Hintergrund
Vaterliebe wurde unter dem Arbeitstitel Jonas Waldek – Das letzte Paradies zeitgleich mit der Pilotfolge Wolfsspuren vom 29. Mai 2018 bis zum 25. Juli 2018 in der Sächsischen Schweiz und Umgebung gedreht. Produziert wurde der Film von der Neuen deutschen Filmgesellschaft.

## Rezeption

### Einschaltquote
Die Erstausstrahlung am 30. November 2018 im Ersten wurde von 3,97 Millionen Zuschauern gesehen, was einem Marktanteil von 13,6 % entspricht.

### Kritik
Die Kritiker der Fernsehzeitschrift TV Spielfilm zeigten mit dem Daumen nach unten und vergaben für die Spannung einen von drei möglichen Punkten. Das Fazit lautete: „Lahme Geschichte vor aufregender Kulisse“.
Tilmann P. Gangloff von Tittelbach.tv vergab drei von sechs Sternen und fand, dass der zentrale Konflikt, der im ersten Film noch interessant war, nun wie eine Wiederholung wirkt.